# Codonopsis minima
Codonopsis minima är en klockväxtart som beskrevs av Takenoshin Nakai. Codonopsis minima ingår i släktet Codonopsis, och familjen klockväxter. Inga underarter finns listade i Catalogue of Life.